# 雨愛
《Rainie＆Love....? 雨愛》是歌手楊丞琳發行的第五張專輯，於2010年發行。專輯歌曲也搭配楊丞琳主演的電視劇海派甜心當劇中歌曲，專輯裡的雨愛、匿名的好友成為楊丞琳的歌曲代表作。

## 專輯介紹
專輯名稱以楊丞琳的英文名字Rainie與Love結合，並用百變氣象的概念貫穿專輯裡每首歌的態度和情感；新專輯不僅保留多變的唱腔、還首次嘗試R&B曲風。
該專輯共有4首歌搭配楊丞琳主演的電視劇海派甜心，其中雨愛、匿名的好友更是成為代表作。
專輯也分為兩種版本，一種是預購限量的雨愛珍藏版，另一種是正式發行的珍珠閃耀版。
2010年2月5日推出《Rainie＆Love....? 雨愛（繽紛慶功版）》，繽紛慶功版附贈寫真照以及兩首單曲，分別是日文版《曖昧》及 青春鬥日文版。

## 曲目
| 順序 | 歌名         | 作曲                                                                  | 作詞   | 編曲          | 製作人 | 附註                                                                                    |
| 01   | 雨愛         | 金大洲                                                                | 蔣篤全 | 黃宣銘        | 薛忠銘 | 台灣第一主打歌 《海派甜心》片尾曲                                                       |
| 02   | In Your Eyes | Jeon Jun Gyu                                                          | 崔惟楷 | 呂紹淳        | 薛忠銘 | 台灣第二主打歌 《海派甜心》插曲 合唱：羅志祥，收錄羅志祥專輯《羅生門》 OT：In Your Eyes |
| 03   | 青春鬥       | Roxanne Seeman Fossheim Olay Andreas Ludvigsen Kine                   | 李宗恩 | 呂紹淳 韓星洲 | 薛忠銘 | 台灣第四主打歌 《海派甜心》插曲 OT：Tick Tock(Beat The Clock)                           |
| 04   | 調皮的愛神   | Frankie Storm Larry Summerville Jr. Milvin K. Watson Jr.              | 崔惟楷 | 郭偉聰        | 劉天健 | OT：It's Our World                                                                      |
| 05   | 折疊式愛情   | 佳芳同學 阿鳩                                                         | 姚若龍 | 洪敬堯 謝宗廷 | 劉天健 | 《海派甜心》插曲                                                                        |
| 06   | 匿名的好友   | 陳穎見                                                                | 李焯雄 | G Wave        | 薛忠銘 | 台灣第三主打歌 《海派甜心》插曲 八大戲劇台韓劇《燦爛的遺產》台灣片頭曲（第23-44集）     |
| 07   | 要我的命     | Necole Morier Mindy Brock Bram Inscore John Kirby                     | 李宗恩 | 呂紹淳 韓星洲 | 薛忠銘 | 香港亞州電視韓劇《一屋叉燒的家庭》預告所使用歌曲 OT：On The Beat                        |
| 08   | 絕對達令     | 莊啟馨                                                                | 吳本緯 | 黃韻仁        | 劉天健 | 台灣第五主打歌 Sony PSP ® GO 攜帶型遊戲機代言歌曲                                       |
| 09   | 新流感       | Steven Andrew Smith Anthony George Anderson Joleen Belle Windy Wagner | 馬嵩惟 | 小安          | 阿弟仔 | OT：Love Rocks                                                                          |
| 10   | 二度戀愛     | 陳威全                                                                | 鄔裕康 | 黃雨勳        | 薛忠銘 |                                                                                         |

## MV
| 歌名         | 導演   | 首播日期                   | 首播頻道      |
| ------------ | ------ | -------------------------- | ------------- |
| 雨愛         | 呂來慧 | 2009年12月14日             | Channel V     |
| In Your Eyes | 賴偉康 | 2009年12月29日             | Channel V     |
| 匿名的好友   | 陳宏斌 | 2010年1月16日              | Channel V     |
| 青春鬥       | 賴偉康 | 2010年2月5日、2010年2月6日 | MTV Channel V |
| 絕對達令     | 陳比其 | 2010年3月9日               | You Tube      |